# Tjark Kunstreich
Siefke Evers Tjark Kunstreich (* 20. Oktober 1966) ist ein deutscher Autor und Psychoanalytiker.
Seit 1992 veröffentlichte Kunstreich zahlreiche Beiträge in den Zeitschriften Konkret, Jungle World, Bahamas, Sans Phrase sowie in anderen politischen Zeitschriften. In seinem 1999 im Ça Ira-Verlag erschienenen Buch Ein deutscher Krieg deutete er Deutschlands Engagement im Krieg gegen Serbien und für die Auflösung des Vielvölkerstaats Jugoslawien als wichtige Etappe bei der Loslösung Deutschlands von seiner nationalsozialistischen Vergangenheit im Namen von Friedenspolitik, humanitären Kriegseinsätzen und Völkerversöhnung. Diese Politik sei den Deutschen zum Alibi für die fortdauernde Verdrängung der eigenen Geschichte geworden. 
Neben ideologiekritischen Arbeiten zur deutschen Geschichte und Gegenwart hat Kunstreich Texte zu Autoren der deutschen Gegenwartsliteratur veröffentlicht. So schrieb er 2002 ein Nachwort zur Neuauflage von Gisela Elsners Roman Die Zähmung und 2003 einen Artikel über Ronald M. Schernikau, der in der Essaysammlung Nach dem Westen erschienen ist. Er ist außerdem Mitherausgeber der Kriminalromane von Joseph Hansen in deutscher Sprache. Zwischen 1995 und 1999 war er Übersetzer und Redakteur der Krimi-Reihe Pink Plot im Argument Verlag. Seit 2010 lebt Kunstreich in Wien, wo er sich zum Psychoanalytiker ausbilden ließ und seit 2017 als Psychotherapeut und Analytiker in eigener Praxis tätig ist..

## Werke
- Ein deutscher Krieg. Über die Befreiung der Nation von Auschwitz, Ça Ira, 1999.
- Nach dem Westen, Verbrecher-Verlag, 2003.
- Dialektik der Abweichung. Über das Unbehagen in der homosexuellen Emanzipation, KVV Konkret, 2015.
- Zur Aktualität des destruktiven Narzissmus. In: Forum der Psychoanalyse. Band 33, 2017, S. 185–190, doi:10.1007/s00451-017-0273-z: „Ausgehend vom Amoklauf in München im Juli 2016 wird die Aktualität von Herbert Rosenfelds Konzept des destruktiven Narzissmus untersucht.“